# Ololygon catharinae
Espèce
Synonymes
- Hyla catharinae Boulenger, 1888
- Scinax catharinae (Boulenger, 1888)

Statut de conservation UICN

 LC  : Préoccupation mineure
Ololygon catharinae est une espèce d'amphibiens de la famille des Hylidae.

## Répartition
Cette espèce est endémique du Brésil. Elle se rencontre du niveau de la mer jusqu'à 1 200 m d'altitude, :
- dans l'est de l'État du Paraná ;
- dans l'est de l'État de Santa Catarina ;
- dans l'est de l'État du Rio Grande do Sul.

## Description
Les mâles mesurent de 30,0 à 37,6 mm et les femelles de 40,1 à 45,5 mm.

## Étymologie
Cette espèce est nommée en référence au lieu de sa découverte, la serra do Catharina.

## Publication originale
- Boulenger, 1888 : A List of Batrachians from the Province Santa Catharina, Brazil. Annals and Magazine of Natural History, sér. 6, vol. 1, no 6, p. 415-417 (texte intégral).